# Antonio García Pérez
Antonio García Pérez (Camagüey (antes Puerto Príncipe), Capitanía General de Cuba, 3 de enero de 1874 - Córdoba, 27 de septiembre de 1950) fue un militar español, profesor de la Academia de Infantería de Toledo y autor de numerosas obras y artículos, la mayoría de carácter militar: uno de los intelectuales militares del primer tercio del siglo XX, impulsó las bibliotecas del soldado. Considerado como católico-conservador, su obra, según algún autor[¿quién?], influyó en la idea de nacionalcatolicismo de la Dictadura del General Franco.

## Biografía
Hijo de Bernardino García García y de Amalia Pérez Barrientos, y hermano del también militar Fausto García Pérez, su vida transcurrió en un ambiente militar. Ingresó el 7 de julio de 1891, con diecisiete años, como cadete en la Academia General Militar, entonces situada en Toledo. Una vez disuelta la Academia General pasó a continuar sus estudios en la de Infantería, también en Toledo, de la que salió promovido a segundo teniente en 1894. Durante los tres años de formación estudió un amplio y variado programa de asignaturas de carácter militar y civil, que le dieron una sólida base para su formación científica y avivaron sus inquietudes de investigador y erudito escritor.

### Destino en Cuba
Al salir de la Academia con el empleo de segundo teniente tuvo su primer destino en el Regimiento de la Lealtad n.º 30, de guarnición en Burgos, en el que aunque permaneció tan solo ocho meses le daría tiempo a publicar la primera de sus obras, Nomenclatura del fusil Mauser Español modelo 1893, por la que obtendría una mención honorífica.
En marzo de 1895 le correspondió por sorteo destino a la Isla de Cuba formando parte del Batallón Peninsular n.º 6. El 26 de marzo desembarcó en La Habana y días después se trasladó por mar a Batabanó y Manzanillo, saliendo enseguida de operaciones por la jurisdicción de Bayamo y manteniendo varios encuentros con los insurrectos, entre ellos el de Peralejo, en el que una columna compuesta por unos 1.500 hombres se enfrentó a 5.000 enemigos, entablándose una dura lucha en la que los componentes de la misma destacaron por su valor, lo que le valdría a su jefe, el general Alonso de Santocildes,  la Cruz Laureada de San Fernando por su acertada dirección del combate.
En enero del año siguiente se trasladó a Pinar del Río, donde continuó de operaciones, pasando de aquí en el mes de abril a Manzanillo, donde quedó de guarnición y de donde salió en varias ocasiones para efectuar reconocimientos. En junio fue admitido como alumno en la Escuela Superior de Guerra, al mes siguiente se dispuso su pase a la Península por el anterior motivo, en agosto obtuvo el empleo de primer teniente y un mes después fue destinado al Regimiento de Saboya n.º 6. En premio a su valor en las operaciones en las que intervino en la Isla de Cuba recibiría dos Cruces Rojas al Mérito Militar.
En octubre de 1899 alcanzó el empleo de capitán y continuó las prácticas reglamentarias de la Escuela de Guerra, hasta que en agosto de 1902 dio fin a sus estudios y se le concedió el diploma de Estado Mayor, siendo un mes después destinado al Regimiento de Reserva de Ramales n.º 73, en Córdoba, en el que durante los dos años siguientes desempeñó el cargo de cajero. En 1904 obtuvo dos primeros premios en los Juegos Florales de Sevilla y Córdoba por dos de sus obras, y un año después  fue premiado en los Certámenes Marianos de Sevilla y Zaragoza, con un premio extraordinario en el primero de ellos y con un primer premio y mención honorífica en el segundo.

### Academia de Infantería de Toledo
En agosto de 1905 volvió a la Academia de Infantería de Toledo, esta vez como profesor en comisión, cargo que desempeñará durante siete años, en los que impartirá clase de numerosas asignaturas, entre ellas la de árabe, y formará parte de los tribunales de ingreso. En diciembre pasó a formar parte de la plantilla de la Academia, en la que alternará su labor docente con la actividad literaria, reconocidas ambas en numerosas ocasiones con medallas y premios. En mayo de 1908 fue nombrado auxiliar de la dirección del recién creado Museo de Infantería, donde coincidirá con Víctor Martínez Simancas. Un nuevo premio le sería concedido al año siguiente por su intervención en los Juegos Florales de Hellín. En 1910 fue declarada de utilidad para la enseñanza en las Escuelas Regimentales del Ejército la obra Leyes de guerra. Manual para las clases de tropa, escrita en colaboración con el capitán Manuel García Álvarez. En la Academia, dirigida en este período por el coronel José Villalba Riquelme, tuvo como alumno al infante Alfonso de Orleans y Borbón, hijo de la infanta Eulalia de Borbón, tía del rey Alfonso XIII. La relación y respeto que hubo entre ambos se manifestó en la defensa que Antonio García Pérez hizo de su alumno en 1910, cuando este fue desposeído de todos sus derechos y expulsado del Ejército por haber contraído matrimonio con la princesa Beatriz de Sajonia-Coburgo-Gotha -que profesaba la religión protestante- sin el permiso de su primo el Rey y sin el visto bueno del jefe de gobierno Antonio Maura. Esta defensa a favor del Infante, publicada en el diario La Correspondencia de España en septiembre de 1910, le supuso el arresto durante un mes. Ascendido a comandante en agosto de 1912, pasó a la situación de excedente en Toledo, pero agregado en comisión  a la Academia hasta la terminación del curso.

### Protectorado español de Marruecos
Tras su ascenso, en septiembre de 1913 fue destinado al Regimiento de Castilla n.º 16, en el que se le concedieron tres meses para que investigase en archivos el historial del Cuerpo. En mayo de 1914 fue destinado al Cuadro para Eventualidades del Servicio en Ceuta, incorporándose a su llegada al Regimiento de Infantería de Borbón n.º 17, en Tetuán (protectorado español de Marruecos), donde quedó prestando el servicio de campaña y desempeñando el cargo de inspector de las Academias y Escuelas del Regimiento. En septiembre de 1915 fue destacado al mando de la posición del Campamento del Hayar, en el que prestó servicios humanitarios durante la epidemia de peste bubónica que se declaró en él y que obligó a abandonar el campamento y posteriormente a incendiarlo. Trasladado al campamento de Smir, en diciembre se hizo cargo del mando del Batallón, con el que cooperó para rechazar una agresión del enemigo a Monte Negrón.  A comienzos de 1916 se trasladó al campamento general de Dar Riffien y seguidamente al cuartel del Serrallo, donde se dedicó a la instrucción de reclutas.

### Destinos en la Península
En abril de 1916 embarcó hacia Málaga, permaneciendo en esta plaza hasta que en julio se trasladó con su Batallón a Asturias con motivo de la huelga ferroviaria, regresando a Málaga al mes siguiente y pasando de allí a Antequera (Málaga) como jefe instructor de reclutas. Causó baja en el Borbón al ser destinado en junio de 1917 al Colegio de Huérfanos de María Cristina para el cargo de jefe de estudios, pero en el mes de septiembre fue cesado y dejado en situación de excedente en la 1.ª Región Militar, en la que permaneció hasta que en septiembre del año siguiente fue nombrado ayudante de campo del general Álvarez Rivas, jefe de la 2.ª Brigada de Infantería de la 1.ª División.
En enero de 1919 fue promovido al empleo de teniente coronel y destinado al Regimiento de Tarragona n.º 78, en Gijón (Asturias), donde se hizo cargo del mando del 1.er Batallón y fue nombrado presidente de las Conferencias de Capitanes del Regimiento. Durante su estancia en este Cuerpo puso de manifiesto su interés por mejorar la formación dentro del cuartel creando la biblioteca del soldado, al igual que haría al llegar en marzo de 1921 al Regimiento de Extremadura n.º 15, en Algeciras. La importancia de esta iniciativa, realizada sin ayuda oficial, haría que se anotase en su Hoja de Servicios el reconocimiento de que había sido el creador de las de los Regimientos de Tarragona y Extremadura, por lo que recibió como recompensa ser nombrado en 1922 comendador de la Orden Civil de Alfonso XII. En agosto de 1921 fue destinado a prestar sus servicios en el Estado Mayor Central.

### Dictadura de Primo de Rivera
En 1923 se hizo cargo de la Secretaría General del Estado Mayor Central, lo que le obligó a realizar diversas visitas de inspección a centros militares. En este mismo año el Ayuntamiento de Córdoba solicitó que se consignase en su historial como distinguido mérito su iniciativa y patrióticos artículos para que se erigiese un monumento al Gran Capitán en esta ciudad. En diciembre fue declarada de utilidad para el Ejército su obra Patria, recomendándose a los Cuerpos su adquisición. En enero de 1925 fue nombrado ponente para la redacción del Código de Moral Militar y en diciembre, tras la disolución del Estado Mayor Central, pasó a servir en la Dirección General de Preparación de Campaña, donde llevará a cabo estudios y trabajos de valoración sobre el coste de las dotaciones de diversas unidades militares y presidirá comisiones receptoras de armamento. Una nueva obra es declarada de utilidad para los Cuerpos y Centros docentes del Arma, la titulada Heroicos infantes en Marruecos, en marzo de 1926, en junio del año siguiente lo es su Compendio de moral, en enero de 1928 los Ejemplos de moral militar , un mes después el folleto Heroicos artilleros y en septiembre Heroísmos del Cuerpo de Estado Mayor y Realeza y juventud.
Al ascender a coronel, en diciembre de 1928, se le confió el mando del Regimiento de Segovia n.º 75, que guarnecía la plaza de Cáceres, al tiempo que desempeñó el cargo de gobernador militar de la misma provincia. Será en este destino en el que desarrolle una extensa labor para mejorar las condiciones de vida del soldado dentro del cuartel y un acercamiento por parte del Regimiento a la población civil; la creación del Museo del Regimiento y de su Biblioteca será un ejemplo de ello. Su actividad quedó reflejada en las diferentes noticias aparecidas en el diario cacereño Nuevo Día.
Toda esta labor se verá interrumpida por un tribunal de honor que tuvo lugar en Valladolid en octubre de 1930, en el que tras una larga lista de acusaciones y sin opción a defensa fue separado del servicio, causando baja en el Ejército. Iniciado un proceso de reclamación en los últimos meses de reinado de Alfonso XIII, intentará durante la II República que se revise su causa y que le sea restituido su empleo de coronel.

### Guerra Civil
El estallido de la Guerra Civil le sorprendió en Madrid en situación de retirado. Según el mismo escribió en un artículo del diario Azul de Córdoba, fue interrogado en presencia de su sobrino Luis Martínez-Simancas García y posteriormente encarcelado en la checa de Porlier en noviembre de 1936, acusado de no defender la causa de la República, pero su detención fue breve, pues fue liberado en el mes de marzo de 1937.

### Postguerra
A partir de 1940 prosiguió con su actividad literaria y colaboró en diferentes revistas militares.
Murió en 1950 en Córdoba, en su situación de coronel retirado. Su obra literaria fue extensa y abarca diferentes ámbitos que van desde del estado de la cuestión de las posesiones españolas en África, hasta temas de carácter militar, religioso y social.

## Recompensas
Entre las numerosas recompensas que recibió se hace preciso diferenciar atendiendo a su carácter: recompensas militares y civiles, condecoraciones extranjeras, medallas conmemorativas, y diplomas y títulos.

### Recompensas militares

#### Por acciones de guerra
- Cruz de 1.ª clase del Mérito Militar con distintivo rojo (1895), por la acción del Cacao (Cuba).
- Cruz de 1.ª clase de Mérito Militar con distintivo rojo (1896), por los servicios prestados en la línea militar de Mariel a Majano.
- Medalla de la campaña de Cuba con un pasador (1903).
- Cruz de 2.ª clase del Mérito Militar con distintivo rojo (1916), por los méritos contraídos en los hechos de armas realizados en la zona de Ceuta entre 1 de mayo de 1915 y 30 de junio de 1916.
- Medalla Militar de Marruecos con el pasador de Tetuán (1917).

#### Por servicios especiales
- Mención honorífica (1895), por su obra Nomenclatura del fusil Mauser Español modelo 1893.
- Cruz de 1.ª clase del Mérito Militar con distintivo blanco (1901), por su obra Reseña histórico-militar de la campaña de Paraguay (1864-1870).
- Cruz de 1.ª clase del Mérito Militar con distintivo blanco (1903), por las obras Guerra de Sucesión, Una campaña de 8 días en Chile, Proyecto de nueva organización del Estado Mayor en la República del Uruguay, Estudio político militar de la campaña de México 1861-1867 y Campaña del Pacífico entre las Repúblicas de Chile, Perú y Bolivia.
- Mención honorífica (1905), por su obra Educación militar del soldado.
- Cruz de 1.ª clase del Mérito Naval con distintivo blanco (1906), por su obra Antecedentes político-diplomáticos de la Expedición Española a México (1836-62).
- Mención honorífica (1908), por su obra Árabe vulgar y cultura arábiga.
- Cruz de 1.ª clase del Mérito Naval con distintivo blanco (1909), por su obra Estudio militar de las costas y fronteras de España.
- Cruz de 1.ª clase del Mérito Militar con distintivo blanco y pasador de profesorado (1909).
- Cruz de 1.ª clase del Mérito Naval con distintivo blanco (1909), por la obra Derecho internacional público.
- Cruz de 1.ª clase del Mérito Militar con distintivo blanco (1910), por la obra Derecho internacional público.
- Cruz de 2.ª clase del Mérito Naval con distintivo blanco (1913).
- Mención honorífica (1916), por la obra Estudios histórico-geográficos de Marruecos y África Occidental.
- Cruz de la Orden de San Hermenegildo (1917).
- Mención honorífica (1921), por la publicación de las obras Romeu, Fortea, Compendio histórico del regimiento de Córdoba, Detalles de heroicas grandezas, Patronato de la Inmaculada Concepción, Cervantes, soldado de la Española Infantería, La realeza, Condecoraciones militares del siglo XIX  Flores del heroísmo, Historial del regimiento de Tarragona e Historial del regimiento de Borbón.
- Cruz de 2.ª clase del Mérito Militar con distintivo blanco (1922), por sus obras España en Marruecos, El soldado español, Historial de la Academia de Infantería, Historial del regimiento de Castilla, Historial del regimiento de Extremadura y La Patria.
- Placa de la Orden de San Hermenegildo (1924).

### Recompensas civiles españolas
- Cruz de la Orden de Carlos III (1900), en permuta de la del Mérito Militar recibida en 1896.
- Comendador de la Orden de Carlos III (1909).
- Caballero de la Orden Civil de Alfonso XIII (1911).
- Gentilhombre de entrada de Alfonso XIII (1912).
- Comendador ordinario de la Orden de Alfonso XII (1922).
- Medalla de plata de Ultramar (1925), por su valiosa cooperación a los trabajos de aproximación hispano-americana.

### Recompensas civiles extranjeras
- Cruz de Caballero de la Orden de Cristo de Portugal (1903).
- Encomienda de la Orden Xerifiana de Uissam Alauita (1916).
- Condecoración al Mérito de 2.ª clase de Chile (1925).

### Medallas conmemorativas
- Medalla conmemorativa de la Jura de Alfonso XIII (1903).
- Medalla de plata conmemorativa del Centenario de los Sitios de Zaragoza (1909).
- Medalla de plata conmemorativa de los Combates de Puente Sampayo (1910).
- Medalla de plata conmemorativa del Centenario de los Sitios de Astorga (1911).
- Medallas de plata conmemorativa del bombardeo y asalto de la villa de Brihuega (1911).
- Medallas de plata conmemorativa del sitio de Ciudad Rodrigo (1911).
- Medalla de plata conmemorativa del primer Centenario de los Sitios de Gerona (1915).

### Diplomas y títulos
- Diploma de Estado Mayor por sus estudios en la Escuela Superior de Guerra (1902).
- Aptitud acreditada para el Servicio de Estado Mayor (1907).
- Distintivo de Profesorado (1915).
- Aptitud para el mando y dirección de los carros de combate de Infantería (1924).

## Academias
El coronel Antonio García Pérez fue socio y académico de varias instituciones de carácter cultural. Sus numerosos estudios y publicaciones, su preocupación por la situación de España y el Ejército a principios de siglo XX  hace que se le considere uno de los militares intelectuales de la época.
En 1906 fue nombrado socio honorario de la Sociedad Mexicana de Geografía y Estadística, que reconoció así su labor científica en la divulgación de escritos que trataban sobre asuntos de México.
A finales de 1907 entró a formar parte de la Sociedad Geográfica de Madrid.
El 12 de noviembre de 1909 fue elegido académico correspondiente por Toledo en la Real Academia de la Historia, por los numerosos estudios y monografías históricas, biográficas, geográficas, sociales y militares directamente relacionados con la historia y geografía de España, América y África.
En 1910 fue nombrado académico correspondiente de la Real Academia Sevillana de Buenas Letras y en 1916 de la Real Academia de Ciencias, Bellas Letras y Nobles Artes de Córdoba.

## Obras escritas
El repertorio bibliográfico del Coronel Antonio García Pérez es muy extenso. El catálogo de la Red de Biblioteca de Defensa recoge más de 120 títulos..
- ¡ Arriba España ! 13 de octubre de 1943 (1943)
- Academia de Infantería (8 de diciembre de 1909)
- Acción militar de España en África: apuntes cronológicos (1925)
- Alhucemas (Prólogo)
- Altos heroísmos del tercio Don Juan de Austria (Manuscrito)
- Antecedentes político-diplomáticos de la expedición española a México (1836-62) (1904
- Añoranzas Americanas. Conferencia noche miércoles 21 de diciembre de 1904 (1905)
- Árabe vulgar y cultura arábiga (1908)
- Banderas de España (1944)
- Braulio de la Portilla y Sancho: muerto por la Patria y por su Rey el 27 de julio de 1909 (1911)
- Cabos y soldados de la española Infantería (1944)
- Campaña de Chaüia: acción española  (1912)
- Campaña de Chaüia: acción francesa (1913)
- Campo florido
- Catolicismo y libertad (1909)
- Cervantes, soldado de la española infantería
- Cervantes, soldado del Regimiento de Córdoba (1922)
- Como murió en África el heroico soldado Pedro González Cabot (1922)
- Compendio de moral
- Compendio histórico del Regimiento de Córdoba (1917)
- Conceptos españoles de moral militar (1924)
- Condecoraciones militares del siglo XIX (1919)
- Consejos a los caballeros alumnos de la Academia de Infantería (1910)
- De moral militar (1945) (manuscrito)
- Deberes morales del soldado (1905)
- Derecho internacional público (1912) (enlace roto disponible en Internet Archive; véase el historial, la primera versión y la última).
- Destellos de grandeza
- Diario de la operaciones realizadas en Melilla a partir del 9 de julio de 1909 (1909)
- Don Vicente Moreno y las Cortes españolas (1910)
- Educación militar del soldado (manuscrito) 1905
- Ejemplos de moral militar (1950)
- El Alcázar de Toledo
- El año 1921 en los campos de Melilla (1922)
- El ayer de la Infantería: al caballero Cadete de Infantería, Don César Saenz de Santa María de los Ríos (1909)
- El cadete don Juan Vázquez Afán de Ribera (1908)
- El Gran Capitán
- El Gran Capitán (manuscrito)
- El Gran Capitán vencedor en Garellano
- El Gran Duque de Alba (1945) (manuscrito)
- El juramento de fidelidad a la bandera en el extranjero
- El norte del buen soldado
- El patronato de la Inmaculada
- El patronato de la Inmaculada en la Infantería Española (1912)
- El sacerdote Pinto Palacios y el Capitán don Vicente Moreno (1909)
- El Saguntino Romeu (1912)
- El soldado español (Manuscrito a máquina)
- España en Marruecos: conferencia pronunciada círculo La Peña Córdoba, 11 de agosto de 1909 (1909)
- España en Maruecos (1921)
- Estela de gloria: oficial muerto en los campos del Mogreb (1909-1914) (Manuscrito)
- Estudio diplomático de España en Marruecos (manuscrito)
- Estudio geográfico de las posesiones españolas en Marruecos. La Mar-chica (1900)
- Estudio político militar de la campaña de Méjico. 1861-1867 (1900)
- Estudio político-social de la  España del siglo XVI (1907)
- Fe y patriotismo en los campos de batalla (1923)
- Flores del heroísmo: (Filipinas, Cuba y Marruecos) (1919)
- Florilegio bélico (1928)
- Fortea. Conferencia pronunciada en el Centro Ejército y Armada. 18 de mayo de 1909 (1910)
- Francia y España en Marruecos (1908)
- Frases imperiales, episodios de la cruzada (1940)
- Gentilezas de la Reconquista (1928)
- Geografía militar de Marruecos y posesiones españolas en África (1910) - Marruecos mapas *topográficos (1910)
- Glorias de María Inmaculada en los hechos de armas más salientes del Ejército español (1905)
- Grandezas artilleras (1944)

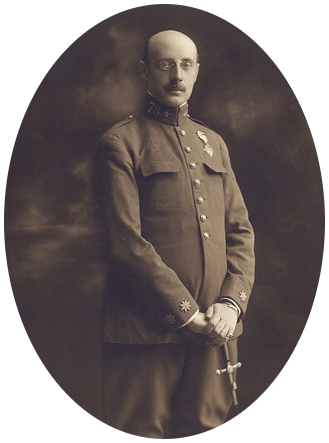
Coronel Antonio García Pérez

- Guerra de Secesión. El General Pope (1901)
- Guerra de Secesión: historia militar contemporánea de Norte-América: 1861-1865
- Guerra de Secesión: historia militar contemporánea de Norte-América: 1861-1865 (5 vol.)
- Héroes de España en campos de Rusia  1941-1942 (1942)
- Heroicas ofrendas (1920)
- Heroicos artilleros (1927)
- Heroicos cadetes de Infantería
- Heroicos infantes en Marruecos (1928)
- Heroísmo documentado del Capitán don Vicente Moreno
- Heroísmo y caballerosidad (1926)
- Heroísmos del Cuerpo del Estado Mayor del Ejército (1927) (1921)
- Historal de Borbón 17.º Regimiento de Infantería
- Historial de Guerra del Regimiento de Borbón 17 de Infantería
- Historial del Grupo de F.R.I. de Infantería Alhucemas núm.5 (1944)
- Historial de la Academia de Infantería (Manuscrito)
- Historia de Regulares de Alhucemas número 5 (1944)
- Historial del Regimiento de Extremadura número 15 (Manuscrito)
- Historial del Regimiento de Infantería Tarragona n.º 78 (1920)
- Hojas sueltas de un catecismo españolista (1905)
- Ifni y el Sahara español (1940)
- Influencia en el Arma de Infantería de su patrona la Purísima Concepción (1905)
- Inmolación del Capitán don Vicente Moreno (1910)
- Isla del Peregil y Santa Cruz de Mar-Pequeña (1908)
- Jardines de España (1941)
- Javier Mina y la Independencia Mexicana (1909)
- Juan Soldado y Juan Obrero (1916)
- La bandera española (1942)
- La casa solariega de la Infantería Española
- La ciencia en la guerra (1910)
- La cuenca del Muluya (1910)
- La cuestión del Norte de Marruecos (1908)
- La guerra de África de 1859 a 1860
- La Marina en la Cruzada (1940)
- La Patria (1923)
- La Realeza (1912)
- La religión y la guerra (1912)
- Laureada Guardia Civil en la Cruzada (1945) (Manuscrito a máquina)
- Laureados heroísmos de regulares de Larache número 4 (1945) (Manuscrito)
- Laureados infantes en la Cruzada (1945)
- Lecturas militares: El soldado (1911)
- Leyes de la Guerra (1910)
- Los Reyes de España (1915)
- Manual de la Guerra de noche. Volumen XX (1912)
- Marinos heroícos: Frases y notas curiosas de algunos famosos marinos) (1928)
- Máximas de mando y obediencia
- Mehal-la Jalifiana de Gomara número 4 (1941)
- Melilla: después de la campaña de 1909 (1911)
- Memorables frases de la realeza española (Manuscrito)
- México y la invasión norteamericana (1906)
- Miguel de Cervantes (1930)
- Militarismo y socialismo: conferencia pronunciada el 27 de enero de 1906  (1906)
- Nociones de derecho internacional y leyes de la guerra (Manuscrito)
- Nomenclatura del fusil Mauser español mod.1893 manejo, funcionamiento de su mecanismo y entretenimiento (Manuscrito)
- Nuevo concepto de la enseñanza militar (1910)
- Ocho días en Melilla (1909)
- Operaciones en el Rif (1909)
- Organización militar de América (Guatemala, Ecuador, Bolivia, Brasil y México) (1903)
- Organización militar de América: Bolivia
- Organización militar de América: Brasil (1902)
- Organización militar de América: Guatemala (1902)
- Organización militar de América: México (1903)
- Organización militar de América: República del Ecuador (1902)
- Patria (6.º edición) (1925)
- Patria (7.ª edición) (ed. 1923, 1925 y 1927))
- Patria y bandera (1930)
- Plumas y espadas
- Posesiones españolas en África curso 1908 - 1909
- Posesiones españolas en África curso 1909 - 1910
- Posesiones españolas en África Occidental (1907)
- Pro-bandera (1945) (Manuscrito)
- Proyecto de nueva organización Estado Mayor de la República Uruguay (1909)
- Realeza y juventud (1928)
- Reflejos militares de América (1902)
- Relaciones hispano-mogrebinas (1911)
- Reseña histórico-militar de la campaña del Paraguay (1864 a 1870) (1900)
- Reyes y soldados en los campos de batalla
- S.M. el rey Alfonso XIII (Memorial de Infantería)
- S.M. el rey Alfonso XIII en la Academia de Infantería 1911 (1911)
- Santa María de la Cabeza (1944)
- Selección de frases castrenses (Manuscrito)
- Siete años de mi vida: 1905-12 (1912)
- Simancas glorioso (1944)
- Símbolos y grandezas (1945)
- Tánger (1910)
- Todo por la Patria
- Tríptico de gloria (Cervantes-Vara de Rey-Benítez)
- Un programa para la enseñanza primaria en España (1905)
- Una campaña de ocho días en Chile (agosto de 1981) (1900)
- Vida militar del Gran Capitán (1946)(Manuscrito)
- Vocabulario militar hispano-magrebíno (1907)
- Zona española del norte de Marruecos (1913)